# SheBelieves Cup 2016
Der SheBelieves Cup 2016 für Frauenfußballnationalteams war die erste Austragung dieser Turnierserie und fand zwischen dem 3. und 10. März 2016 in den USA statt. Teilnehmer waren, mit Weltmeister und Gastgeber USA, Europameister Deutschland und Frankreich, die drei erstplatzierten Mannschaften des Algarve-Cup 2015 sowie England als Sieger des Zypern-Cup 2015. Für Deutschland und Frankreich war es zugleich eine wichtige Vorbereitung auf dem Weg zu den Olympischen Spielen in Rio de Janeiro, für das sich beide als zweit- und drittbeste europäische Mannschaften der WM 2015 qualifiziert hatten, wohingegen England als beste europäische Mannschaft der WM, jedoch nicht bei den Olympischen Spielen startberechtigt, das Turnier als Vorbereitung auf die weiteren Qualifikationsspiele zur EM 2017 nutzen wollte. Das Turnier war das höchstbesetzte Einladungsturnier des Jahres und fand zeitgleich zum Algarve-Cup 2016 statt, der 2016 erstmals seit 2001 wieder mit nur acht Mannschaften ausgetragen wurde und an dem außer Südamerikameister Brasilien keine Mannschaft aus den Top 10 der FIFA-Weltrangliste teilnahm, während in den Vorjahren immer die Topmannschaften teilgenommen hatten.
Austragungsstätten waren das Raymond James Stadium in Tampa, das Nissan Stadium in Nashville und das FAU Stadium in Boca Raton. Alle drei Stadien sind mit Naturrasen ausgestattet. Die Spiele fanden jeweils als Doppelveranstaltungen statt.
Während die deutschen und französischen Spielerinnen aus dem für das Turnier unterbrochenen Ligabetrieb kamen, hatte der Spielbetrieb der 2016er Saison in England und den USA noch nicht begonnen. Die US-Nationalmannschaft bestritt aber im Februar die Qualifikation für die Olympischen Spiele 2016, die sie mit fünf Siegen ohne Gegentor abschloss.

## Spielergebnisse
| Pl. | Land        | Sp. | S | U | N | Tore    | Diff. | Punkte |
| --- | ----------- | --- | - | - | - | ------- | ----- | ------ |
| 1.  | USA         | 3   | 3 | 0 | 0 | 004:100 | +3    | 09     |
| 2.  | Deutschland | 3   | 2 | 0 | 1 | 004:300 | +1    | 06     |
| 3.  | England     | 3   | 0 | 1 | 2 | 001:300 | −2    | 01     |
| 4.  | Frankreich  | 3   | 0 | 1 | 2 | 000:200 | −2    | 01     |

|                                                                    |   |             |           |
| 3. März 2016 um 17:00 Uhr ET (23:00 Uhr MEZ) in Tampa              |   |             |           |
| Deutschland                                                        | – | Frankreich  | 1:0 (0:0) |
| 3. März 2016 um 19:45 Uhr ET (4. März 1:45 Uhr MEZ) in Tampa       |   |             |           |
| USA                                                                | – | England     | 1:0 (0:0) |
| 6. März 2016 um 14:00 Uhr CT (21:00 Uhr MEZ) in Nashville          |   |             |           |
| USA                                                                | – | Frankreich  | 1:0 (0:0) |
| 6. März 2016 um 16:45 Uhr CT in (23:45 Uhr MEZ) Nashville          |   |             |           |
| Deutschland                                                        | – | England     | 2:1 (0:1) |
| 9. März 2016 um 17:00 Uhr (23:00 Uhr MEZ) in Boca Raton            |   |             |           |
| Frankreich                                                         | – | England     | 0:0       |
| 9. März 2016 um 19:45 Uhr ET (10. März 1:45 Uhr MEZ) in Boca Raton |   |             |           |
| USA                                                                | – | Deutschland | 2:1 (2:1) |

Die Platzierungen erfolgten anhand folgender Kriterien, wobei die Kriterien 4 und 5 nicht zur Anwendung kamen:
1. Punkte aus allen Spielen (3 Punkte für einen Sieg, 1 Punkt für ein Remis)
2. Tordifferenz aus allen Spielen
3. Anzahl Tore in allen Spielen
4. Direkter Vergleich
5. Platzierung in der FIFA-Weltrangliste

## Torschützinnen
| Rang | Spielerin   | Tore |
| ---- | ----------- | ---- |
| 1    | Alex Morgan | 2    |

| Rang | Spielerin    | Tore |
| ---- | ------------ | ---- |
| 2    | Leonie Maier | 1    |
|      | Anja Mittag  | 1    |
|      | Babett Peter | 1    |

| Rang | Spielerin      | Tore |
| ---- | -------------- | ---- |
| 2    | Toni Duggan    | 1    |
|      | Crystal Dunn   | 1    |
|      | Samantha Mewis | 1    |
| ET   | Gilly Flaherty | 1    |

Gesperrte Spielerin
0  Sara Däbritz – wg. 2 Gelber Karten für das Spiel gegen die USA

## Schiedsrichterinnen
0  Gillian Martindale  Melissa Borjas  Carol Chénard  Alondra Sandoval  Tatiana Guzmán  Ekaterina Koroleva

## Auszeichnungen
- Goldener Ball als beste Spielerin:  Alex Morgan
- Goldener Schuh als beste Torschützin:  Alex Morgan
- Goldener Handschuh als beste Torhüterin:  Hope Solo

## Fernsehübertragung
Die Spiele der deutschen Mannschaft wurden nur im Livestream des DFB übertragen. Die Spiele der US-Mannschaft wurden von FS1 bzw. ESPN3 gezeigt. Die Spiele der englischen Mannschaft wurden von der BBC übertragen. Die Spiele der französischen Mannschaft zeigte der private französische TV-Sender D17.